# 幸田昌明
幸田 昌明（こうだ まさあき、1979年9月9日 - ）は、日本の男性声優。81プロデュース所属。鳥取県出身。

## 経歴
映像テクノアカデミア出身。
以前は東京俳優生活協同組合に所属していた。

## 人物
声種はバリトン。
趣味・特技は3D製作、銃剣道2段。

## 出演
太字はメインキャラクター。

### テレビアニメ
2002年
- あたしンち（2002年 - 2007年、TVの声、水道屋、オジさん、野次馬B、刑事、火消し衆、見物人B）
- クレヨンしんちゃん（2002年 - 2006年、社員A、客A、ゴミ収集車の収集員）

2004年
- サムライチャンプルー（子分、役人）
- 蒼穹のファフナー Dead Aggressor（作業員）
- 火の鳥（原人）

2005年
- ドラえもん（テレビ朝日版第1期）（男の人）
- ドラえもん（テレビ朝日版第2期）
- 忍たま乱太郎（2005年 - 2007年、ほうきたけ忍者、事務員）

2006年
- エンジェル・ハート（男B）

2007年
- 月面兎兵器ミーナ（コバケン）
- 名探偵コナン（2007年 - 2015年、通行人、記者、ふぐ料理店従業員、テニス部員、店員、警官、学生、峰岸武雄）

2012年
- エリアの騎士（熊田和夫）
- 爆TECH!爆丸（木戸覇鳳）

### OVA
- サクラ大戦 ル・ヌーヴォー・巴里（2004年、諜報部員）
- ナースウィッチ小麦ちゃんマジカルてZ（2004年、犯人）
- アンパンマンとはじめよう!（2005年）
- GUNDAM EVOLVE（2005年、地上兵、雑兵 下塁愚々） - 2作品[一覧 1]
- FREEDOM（2006年）

### 劇場アニメ
- 犬夜叉 紅蓮の蓬莱島（2004年、村人）
- 映画ドラえもん のび太の恐竜2006（2006年、ダイバーC[4]）
- クレヨンしんちゃん 嵐を呼ぶ 歌うケツだけ爆弾!（2007年、隊員H）
- 映画ドラえもん のび太の新魔界大冒険 〜7人の魔法使い〜（2007年、使い魔B）
- スクライド オルタレイション QUAN（2012年、ダース）

### Webアニメ
- FLAG（2006年）
- モンドガールアロ恵（2008年、ミスターM、ナレーション）
- ビックガールアロ恵（2008年、ミスターM、ナレーション）
- GIRLS☆BATTELEアロ恵（2008年、ミスターM、ナレーション）

### ゲーム
- ドラゴンフォース（2005年、ゼノン、ラムダ、ソマリオン、ムーランジュ、ジャロム）
- カドゥケウスZ 2つの超執刀（2006年、新垣修也）
- テイルズ オブ デスティニー（2006年、反乱軍兵士B）※PS2版
- 喧嘩番長2 フルスロットル　(2007年、山田郁夫)
- 救急救命 カドゥケウス2（2008年、長澤晃比呂）
- POSTAL 3（2012年）

### ドラマCD
- アニメ店長VS店長候補生
- Vie Durant シリーズ Drama Album「BASILISK」
- 陽炎ノスタルジア -新章-

### BLCD
- 砂漠の花婿は金融王（ハムディ）

### 吹き替え
- CSI:マイアミ3（番組レギュラー）

### ナレーション
- うっちゃり宣言

### その他コンテンツ
- フンドシ番長

### シリーズ一覧
1. ↑  『8』『14』（2005年）